# Air (альбом)
Air — другий альбом українського гурту Dakh Daughters, представлений у відкритому доступі 4 квітня 2019 року.

## Про альбом
Гурт поєднав в альбомі авторські тексти та вірші видатних письменників. Деякі пісні альбому — це вірші українських поетів: Павла Тичини, Майка Йогансена, Миколи Холодного та переосмислення роману Льюїса Керрола «Аліса у Дивокраї».
Під час створення платівки учасниці гурту намагалися «абстрагуватися від усього попереднього досвіду, щоб у ній народилось щось нове… Ми хотіли зробити щось повітряне та медитативне, але водночас таке мінливе — як саме життя».

## Список композицій
| #  | Назва                                           | Тривалість |
| -- | ----------------------------------------------- | ---------- |
| 1. | «Інше місто»                                    | 5:53       |
| 2. | «Японське кіно»                                 | 5:54       |
| 3. | «О, панно Інно!»                                | 4:48       |
| 4. | «Пісня про те, як вона виходить на крутую гору» | 13:47      |
| 5. | «Що ти собі думаєш?»                            | 3:11       |
| 6. | «Панночка»                                      | 6:55       |
| 7. | «М'яч»                                          | 4:28       |